# 歪小子史考特：火力全開
《歪小子史考特：火力全開》（英語：Scott Pilgrim Takes Off）是一部2023年美國動畫連續劇，由布賴恩·李·奧馬利和本·大衛·格拉賓斯基開發。該劇改編自奧馬利創作的視覺文學小說《歪小子史考特》，2010年改編電影的演員們將繼續扮演他們的角色。這個系列於2023年11月17日於Netflix首播。

## 故事大綱
本劇以加拿大多倫多為背景，是對於視覺文學小說《歪小子史考特》系列的另類重述。與原版影集一樣，獨立樂團的貝斯手史考特喜歡上了神秘的送貨女孩員蘿夢娜·福勞爾，因而吸引了蘿夢娜七個邪惡前任男友的注意。然而，事情發生了意想不到的轉變，史考特實際上在與蘿夢娜的第一個邪惡前任男朋友馬修·帕特爾的戰鬥中失敗了，並且似乎被殺了。
每個人的生活，包括蘿夢娜邪惡的前任，都因此發生了巨大的變化，而故事中的大部分角色則致力於製作史考特人生的改編作品。蘿夢娜得知史考特可能還活著後，決定調查他的失蹤。

## 配音
所有主要英語演員都重演了他們在2010年電影《歪小子史考特》中的角色。
英文版
- 麥可·塞拉 飾 史考特
  - 芬恩·伍法德 飾 少年/年輕的史考特
  - 威爾·福爾特 飾 老/更老的斯科特
- 瑪麗·伊莉莎白·文斯蒂德 飾 蘿夢娜·福勞爾及老/更老的蘿夢娜·福勞爾
- 薩提亞·巴巴（英语：Satya Bhabha） 飾 馬修·帕特爾
- 基蘭·克金 飾 華倫斯·威爾斯
- 克里斯·伊凡 飾 盧卡斯·李
- 安娜·坎卓克 飾 史黛西
- 布麗·拉森 飾 娜塔莉·亞當斯（恩薇）
- 奧布瑞·克莉絲丁·普拉扎 飾 朱莉·鮑爾斯
- 布蘭登·勞斯 飾 托德·英格拉姆
- 詹森·舒瓦兹曼 飾 吉迪恩·戈登·格雷夫斯
- 強尼·西蒙斯 飾 小尼尔
- 馬克·韋伯（英语：Mark Webber (actor)） 飾 史蒂芬·斯蒂爾斯
- 艾莉森·皮爾 飾 金·派恩
- 梅·惠特曼 飾 羅克珊·里希特
- 艾倫·王（英语：Ellen Wong） 飾 周小刀
- 朱利安·希希（英语：Julian Cihi） 飾 凱爾·卡塔亞那加 /肯·卡塔亞那加
- 史蒂芬·約翰遜 飾 播音員
- 克里斯蒂娜·佩西奇 (英語：Kristina Pesic)及英格麗德哈斯 (英語：Ingrid Hass) 飾 桑德拉及莫妮克
- 香農·伍德沃德（英语：Shannon Woodward） 飾 霍莉·霍克斯
- 凱文·麥當納德（英语：Kevin McDonald） 飾 埃德加·賴羅恩
- 斯蒂芬·魯特 飾 納米機器人
- 柯爾比·豪威爾-巴普蒂斯特（英语：Kirby Howell-Baptiste） 飾 盧卡斯的經理及劇中電影女演員
- 格里芬·紐曼（英语：Griffin Newman） 飾 劇中電影演員/直男華倫斯·威爾斯/管家/男僕
- 東尼·奧利佛（英语：Tony Oliver） 飾 First A.D.
- 萊恩·辛普金斯（英语：Ryan Simpkins） 飾 石板女孩
- 尼爾遜·富蘭克林（英语：Nelson Franklin） 飾 紀錄片製作人
- 麥可·巴卡爾（英语：Michael Bacal） 飾 恩薇粉絲 #4
- 楊伯文及馬特·羅傑斯（英语：Matt Rogers (comedian)） 飾 電視上的八卦記者
- 賽門·佩吉 飾 保安 #1
- 尼克·佛洛斯特 飾 保安 #2
- 卡爾·潘 飾 馬修·帕特爾的律師
- 「怪人奧爾」揚科維奇 飾 紀錄片旁白
- Metric 飾 自己
- 考特尼·林及安吉·薩爾基相 飾 惡魔時髦女郎

日文版
- 下野紘 飾 史考特
  - 立木文彦 飾 老/更老的斯科特
- 菲魯茲·藍 飾 蘿夢娜·福勞爾及老/更老的蘿夢娜·福勞爾
- 齊藤慎二 飾 馬修·帕特爾
- 福西勝也 飾 華倫斯·威爾斯
- 中村悠一 飾 盧卡斯·李
- 松岡美里 飾 史黛西
- 花澤香菜 飾 娜塔莉·亞當斯（恩薇）
- 村中知 飾 金·派恩
- 小林優 飾 朱莉·鮑爾斯
- 羽多野涉 飾 托德·英格拉姆
- 關智一 飾 吉迪恩·戈登·格雷夫斯
- 川崎勇人 飾 小尼尔
- 勝杏里 飾 史蒂芬·斯蒂爾斯
- 大空直美 飾 羅克珊·里希特
- 古賀葵 飾 周小刀
- 武內駿輔 飾 凱爾·卡塔亞那加 /肯·卡塔亞那加
- 山下誠一郎 飾 動漫男
- 白石晴香 飾 動漫女

## 製作

### 開發
2018年，傑瑞德·萊波夫 (英語：Jared LeBoff)聯繫了埃德加·賴特，詢問他是否有興趣參與新的《歪小子斯科特》計畫。隨後在2019年初，萊波夫奧馬利接洽，討論與Science Saru合作製作《歪小子史考特》動畫事宜。奧馬利當時不感興趣，因為他不想直接複述圖像小說，並且「沒有故事或動機」。2020年，奧馬利和格拉賓斯基提出了一個故事，故事開頭相同，但在與帕特爾的戰鬥上有所不同。環球內容製作和Netflix批准了這個想法。
2022年1月，有報導指出Netflix和環球內容製作正在開發一部基於奧馬利的圖文小說《歪小子史考特》的動畫影集。當時，Netflix已經訂購了其他幾部基於熱門作品的動畫項目。奧馬利被宣布與本·大衛·格拉賓斯基（BenDavid Grabinski）一起擔任劇集主管、編劇和執行製片人，動畫師阿貝爾·岡戈拉將擔任導演。艾德格·萊特和麥可·巴考爾過去曾執導並編寫了2010年真人改編電影《歪小子史考特》，他們在此次作為執行製片人參與動畫影集的工作。動畫製作由日本工作室Science SARU負責。2023年3月，該系列已正式獲得批准，萊特指出該系列將會擴展歪小子史考特的宇宙。

### 選角
2023年3月30日，Netflix公佈了演員陣容，確認2010年電影的演員將重新扮演他們的角色。萊特成功召集了這部電影的演員，並協助說服他們全部回歸動畫。他表示，選角和製作這部電影是他職業生涯中最值得驕傲和最愉快的成就之一。此前他們曾在10週年紀念活動中重聚，據報道，該團隊很高興能夠再次參與《歪小子史考特》系列作品。而在片中飾演卡塔亞那加雙胞胎的演員齊藤祥太和齊藤慶太在演員陣容中並未提及，後來宣布朱利安·希希將為這對雙胞胎配音 。製作方則確認更多演員名單將稍後公佈。

### 編劇
當奧馬利和格拉賓斯基開始創作這個系列時，他們想要捕捉漫畫和電影的精神，並持續在小說最初出版後的近二十年內進行內容更新。包括將雷蒙娜的工作從亞馬遜的送貨員改為爲Netflix送貨DVD的員工，還擴展了邪惡前男友聯盟的背景故事。

### 音樂
喬瑟夫·崔帕尼斯將擔任該系列的作曲家，而提供電影改編電子遊戲音樂的Anamanaguchi則提供歌曲。節目的開場曲「bloom」由日本搖滾樂團Necry Talkie演唱。原聲帶專輯於2023年11月17日由湖岸唱片公司發行。

## 發行
萊特在社群媒體上發文稱，這部電影「即將」於2023年3月30日上映，同年8月，Netflix宣布該劇將於11月17日上映，共8集。

## 迴響
在評論聚合網站爛番茄上，50位評論家的評論中有96%是正面的，平均評分為8.3/10。該網站的共識是：「《歪小子史考特：火力全開》保留了原版電影的精髓和智慧，同時也為自己開闢了一條新的道路，並在動畫媒體中起飛並翱翔。」在Metacritic上，該系列的評分為85分 (滿分100分、基於19名評論家)，表明評論「普遍好評」。
RogerEbert.com的倫迪·瓊斯(英語：Rendy Jones)稱讚該劇“超出了人們的預期”，並且“巧妙地重新審視了整個故事，並進行了深刻的轉折，而沒有犧牲任何特色”。《綜藝》雜誌的艾莉森·赫爾曼 (英語：Alison Herman)表示，該劇“成功地將前作的創新風格和喜劇魅力與新意結合起來，糾正了我們現在回頭看時看到的陳詞濫調”，並指出該劇並不適合兒童，但“旨在讓曾經的孩子以更成熟的眼光重新回顧曾經喜愛的事物。”
《紐約時報》的瑪雅·菲利普斯 (英語：Maya Phillips)對這部作品表示不滿，特別是針對它的敘事和幽默。菲利普斯稱故事情節“平淡”，笑話“缺乏亮點”。

### 獎項
| 獎項               | 典禮日期      | 類別               | 接受者                     | 結果 | Ref.          |
| ------------------ | ------------- | ------------------ | -------------------------- | ---- | ------------- |
| ACE艾迪獎          | 2024年3月3日  | 最佳動畫系列剪輯   | 柳圭介 (〈拉莫娜組片〉)    | 提名 | [ 21 ]        |
| 第4屆阿斯特拉獎    | 2024年12月8日 | 最佳動漫系列       | 《歪小子史考特：火力全開》 | 提名 | [ 22 ]        |
| 第29屆評論家選擇獎 | 2024年1月14日 | 最佳動畫影集       | 《歪小子史考特：火力全開》 | 獲獎 | [ 23 ] [ 24 ] |
| 第35屆同志媒體獎   | 2024年5月11日 | 傑出迷你或選集劇集 | 《歪小子史考特：火力全開》 | 提名 | [ 25 ]        |

## 外部連結
- 在Netflix上觀看《歪小子史考特：火力全開》
- 互联网电影数据库（IMDb）上《歪小子史考特：火力全開》的资料（英文）